# Signe Augusta Elisabet Östrand
Signe Augusta Elisabet Östrand, född 4 maj 1883, död 28 augusti 1967 i Bromma. Seminarielärare, överstelöjtnant i Frälsningsarmén, sångförfattare samt psalmförfattare.
Signe Östrand flyttade 1910 från Helsingborg till Stockholm för att utbilda sig till frälsningsofficer och som sådan arbetade hon inom det sociala arbetet samt vid FA:s krigsskola (officersskola). Hon var även sekreterare för FA:s kvinnliga sociala arbete och i Tjeckoslovakien var hon krigsskolechef.

Signe Östrand begravdes på Norra begravningsplatsen i Stockholm den 26 september 1967.

## Sånger
- O Jerusalem, du gyllne, underbara stad